# Tinción de Feulgen
La tinción de Feulgen es una técnica de tinción descubierta por Robert Feulgen y usada en histología para identificar material cromosómico o ADN en células. Depende de la hidrólisis ácida del ADN. 
El material es sometido a una hidrólisis con ácido clorhídrico 1N a 60 °C, o 5N a temperatura ambiente, y luego al reactivo de Schiff.
La reacción Feulgen es una técnica semicuantitativa. Si el único aldehído que queda en la célula son los producidos de la hidrólisis del ADN, ahí la técnica es cuantitativa para el ADN. Es posible usar un instrumento, conocido como microdensitómetro o microespectrofotómetro para medir la intensidad de la reacción Feulgen para un orgánulo. Usando este proceso se determinó que, en interfase, las células estaban compuestas de dos grupos de cromosomas. Uno con un grupo diploide y otro con un grupo tetraploide (dos grupos genómicos completos). El núcleo se observaba idéntico, pero uno de ambos poseía el doble de ADN. Esto dio a la división del periodo que conocemos como interfase en el ciclo celular a G1, S y G2 basados en la síntesis de ADN.